# Carlo Boukhalfa
Carlo Boukhalfa (Friburgo in Brisgovia, 3 maggio 1999) è un calciatore tedesco, centrocampista del San Gallo.

## Biografia
Ha origini algerine.

## Carriera
Boukhalfa è cresciuto nel settore giovanile del Friburgo, con cui ha debuttato il 13 settembre 2020 sostituendo Yannik Keitel nel secondo tempo dell'incontro di DFB-Pokal vinto 2-1 contro il Waldhof Mannheim. Il 25 giugno 2021 è stato ceduto in prestito per una stagione allo Jahn Ratisbona ed il 7 luglio ha segnato il suo primo gol in carriera, contro il Sandhausen in 2. Bundesliga.
Il 27 maggio 2021 è stato acquistato a titolo definitivo dal St. Pauli.

## Statistiche

### Presenze e reti nei club
Statistiche aggiornate al 10 febbraio 2024.
| Stagione        | Squadra         | Campionato      | Campionato | Campionato | Coppe nazionali | Coppe nazionali | Coppe nazionali | Coppe continentali | Coppe continentali | Coppe continentali | Altre coppe | Altre coppe | Altre coppe | Totale | Totale | Totale |
| Stagione        | Squadra         | Comp            | Pres       | Reti       | Comp            | Pres            | Reti            | Comp               | Pres               | Reti               | Comp        | Pres        | Reti        | Pres   | Reti   |        |
| --------------- | --------------- | --------------- | ---------- | ---------- | --------------- | --------------- | --------------- | ------------------ | ------------------ | ------------------ | ----------- | ----------- | ----------- | ------ | ------ | ------ |
| 2018-2019       | Friburgo II     | RL              | 15         | 0          |                 | -               | -               |                    | -                  | -                  |             | -           | -           | 15     | 0      |        |
| 2019-2020       | Friburgo II     | RL              | 23         | 6          |                 | -               | -               |                    | -                  | -                  |             | -           | -           | 23     | 6      |        |
| 2020-2021       | Friburgo II     | RL              | 16         | 2          |                 | -               | -               |                    | -                  | -                  |             | -           | -           | 16     | 2      |        |
| 2020-2021       | Friburgo        | BL              | 0          | 0          | CG              | 1               | 0               |                    | -                  | -                  |             | -           | -           | 1      | 0      |        |
| 2021-2022       | Jahn Ratisbona  | 2L              | 31         | 4          | CG              | 2               | 0               |                    | -                  | -                  |             | -           | -           | 33     | 4      |        |
| 2022-2023       | St. Pauli II    | RL              | 1          | 0          |                 | -               | -               |                    | -                  | -                  |             | -           | -           | 1      | 0      |        |
| 2022-2023       | St. Pauli       | 2L              | 9          | 0          | CG              | 1               | 0               |                    | -                  | -                  |             | -           | -           | 10     | 0      |        |
| 2023-2024       | St. Pauli       | 2L              | 10         | 1          | CG              | 2               | 1               |                    | -                  | -                  |             | -           | -           | 12     | 2      |        |
| Totale carriera | Totale carriera | Totale carriera | 105        | 13         |                 | 6               | 1               |                    | -                  | -                  |             | -           | -           | 111    | 14     |        |

## Palmarès

### Club

#### Competizioni nazionali
- Campionato tedesco di seconda divisione: 1

St. Pauli: 2023-2024